# Mato Neretljak
Mato Neretljak (Orašje, 3 giugno 1979) è un allenatore di calcio ed ex calciatore croato, di ruolo difensore, tecnico dello Zvijezda Gradačac.

## Carriera

### Club
Inizia la sua carriera da professionista nel 2000, nell'Osijek, dove rimane due anni, prima di approdare all'Hajduk Spalato.
Nel 2005 si accasa in Corea del Sud, presso i Suwon Bluewings, dove rimane per tre anni.
Dal 2009 gioca per l'RB Omiya Ardija.

### Nazionale
Ha giocato 10 partite con la sua Nazionale, segnando anche un gol, in occasione della partita contro la Germania, il 14 febbraio 2004.
Fa il suo debutto ufficiale il 25 aprile 2001, ma per la successiva convocazione deve attendere due anni e mezzo: torna infatti a giocare il 15 novembre 2003, nei play-off validi per l'accesso alle fasi finali degli Europei di calcio di Portogallo 2004, nei quali verrà convocato, pur non scendendo mai in campo.
In seguito ha giocato la Carlsberg Cup, tenutasi ad Hong Kong nel 2006.

## Statistiche

### Cronologia presenze e reti in nazionale
| Cronologia completa delle presenze e delle reti in nazionale ― Croazia | Cronologia completa delle presenze e delle reti in nazionale ― Croazia | Cronologia completa delle presenze e delle reti in nazionale ― Croazia | Cronologia completa delle presenze e delle reti in nazionale ― Croazia | Cronologia completa delle presenze e delle reti in nazionale ― Croazia | Cronologia completa delle presenze e delle reti in nazionale ― Croazia | Cronologia completa delle presenze e delle reti in nazionale ― Croazia | Cronologia completa delle presenze e delle reti in nazionale ― Croazia |
| Data                                                                   | Città                                                                  | In casa                                                                | Risultato                                                              | Ospiti                                                                 | Competizione                                                           | Reti                                                                   | Note                                                                   |
| ---------------------------------------------------------------------- | ---------------------------------------------------------------------- | ---------------------------------------------------------------------- | ---------------------------------------------------------------------- | ---------------------------------------------------------------------- | ---------------------------------------------------------------------- | ---------------------------------------------------------------------- | ---------------------------------------------------------------------- |
| 25-4-2001                                                              | Varaždin                                                               | Croazia                                                                | 2 – 2                                                                  | Grecia                                                                 | Amichevole                                                             | -                                                                      | 90+3’                                                                  |
| 15-11-2003                                                             | Zagabria                                                               | Croazia                                                                | 1 – 1                                                                  | Slovenia                                                               | Qual. Euro 2004                                                        | -                                                                      | 52’                                                                    |
| 18-2-2004                                                              | Spalato                                                                | Croazia                                                                | 1 – 2                                                                  | Germania                                                               | Amichevole                                                             | 1                                                                      | 79’                                                                    |
| 31-3-2004                                                              | Zagabria                                                               | Croazia                                                                | 2 – 2                                                                  | Turchia                                                                | Amichevole                                                             | -                                                                      | 74’                                                                    |
| 29-5-2004                                                              | Fiume                                                                  | Croazia                                                                | 1 – 0                                                                  | Slovacchia                                                             | Amichevole                                                             | -                                                                      | 76’                                                                    |
| 5-6-2004                                                               | Copenaghen                                                             | Danimarca                                                              | 1 – 2                                                                  | Croazia                                                                | Amichevole                                                             | -                                                                      | 90+3’                                                                  |
| 16-11-2004                                                             | Dublino                                                                | Irlanda                                                                | 1 – 0                                                                  | Croazia                                                                | Amichevole                                                             | -                                                                      | 78’                                                                    |
| 9-2-2005                                                               | Gerusalemme                                                            | Israele                                                                | 3 – 3                                                                  | Croazia                                                                | Amichevole                                                             | -                                                                      | 69’                                                                    |
| 29-1-2006                                                              | Hong Kong                                                              | Croazia                                                                | 0 – 2                                                                  | Corea del Sud                                                          | Amichevole                                                             | -                                                                      |                                                                        |
| 1-2-2006                                                               | Hong Kong                                                              | Hong Kong                                                              | 0 – 4                                                                  | Croazia                                                                | Amichevole                                                             | -                                                                      | 51’                                                                    |
| Totale                                                                 |                                                                        | Presenze                                                               | 10                                                                     |                                                                        | Reti                                                                   | 1                                                                      |                                                                        |

| Cronologia completa delle presenze e delle reti in nazionale ― Croazia under 21 | Cronologia completa delle presenze e delle reti in nazionale ― Croazia under 21 | Cronologia completa delle presenze e delle reti in nazionale ― Croazia under 21 | Cronologia completa delle presenze e delle reti in nazionale ― Croazia under 21 | Cronologia completa delle presenze e delle reti in nazionale ― Croazia under 21 | Cronologia completa delle presenze e delle reti in nazionale ― Croazia under 21 | Cronologia completa delle presenze e delle reti in nazionale ― Croazia under 21 | Cronologia completa delle presenze e delle reti in nazionale ― Croazia under 21 |
| Data                                                                            | Città                                                                           | In casa                                                                         | Risultato                                                                       | Ospiti                                                                          | Competizione                                                                    | Reti                                                                            | Note                                                                            |
| ------------------------------------------------------------------------------- | ------------------------------------------------------------------------------- | ------------------------------------------------------------------------------- | ------------------------------------------------------------------------------- | ------------------------------------------------------------------------------- | ------------------------------------------------------------------------------- | ------------------------------------------------------------------------------- | ------------------------------------------------------------------------------- |
| 10-10-2000                                                                      | Koprivnica                                                                      | Croazia under 21                                                                | 3 – 1                                                                           | Scozia under 21                                                                 | Qual. Europeo Under-21 2002                                                     | -                                                                               |                                                                                 |
| 23-3-2001                                                                       | Vinkovci                                                                        | Croazia under 21                                                                | 0 – 0                                                                           | Lettonia under 21                                                               | Qual. Europeo Under-21 2002                                                     | -                                                                               |                                                                                 |
| 24-4-2001                                                                       | Čakovec                                                                         | Croazia under 21                                                                | 2 – 2                                                                           | Grecia under 21                                                                 | Amichevole                                                                      | -                                                                               | 64’                                                                             |
| 5-6-2001                                                                        | Riga                                                                            | Lettonia under 21                                                               | 1 – 1                                                                           | Croazia under 21                                                                | Qual. Europeo Under-21 2002                                                     | -                                                                               |                                                                                 |
| 31-8-2001                                                                       | Vinkovci                                                                        | Scozia under 21                                                                 | 1 – 1                                                                           | Croazia under 21                                                                | Qual. Europeo Under-21 2002                                                     | -                                                                               |                                                                                 |
| 5-10-2001                                                                       | Velika                                                                          | Croazia under 21                                                                | 1 – 0                                                                           | Belgio under 21                                                                 | Qual. Europeo Under-21 2002                                                     | -                                                                               | 51’                                                                             |
| 10-11-2001                                                                      | Spalato                                                                         | Croazia under 21                                                                | 1 – 1                                                                           | Rep. Ceca under 21                                                              | Qual. Europeo Under-21 2002                                                     | -                                                                               |                                                                                 |
| 13-11-2001                                                                      | Teplice                                                                         | Rep. Ceca under 21                                                              | 0 – 0                                                                           | Croazia under 21                                                                | Qual. Europeo Under-21 2002                                                     | -                                                                               |                                                                                 |
| Totale                                                                          |                                                                                 | Presenze                                                                        | 8                                                                               |                                                                                 | Reti                                                                            | 0                                                                               |                                                                                 |

## Palmarès

### Club
- Campionato croato: 2

Hajduk Spalato: 2003-2004, 2004-2005
- Coppa di Croazia: 1

Hajduk Spalato: 2002-2003